# Grit Kallin-Fischer
Grit Kallin-Fischer, geboren als Margrit Vries, (* 1897 in Frankfurt am Main; † 17. Juli 1973 in Newtown, Pennsylvania) war eine deutsche Fotografin, Grafikdesignerin und Bildhauerin.

## Leben
Grit Kallin-Fischer wuchs in Frankfurt am Main auf und kam im Alter von 13 Jahren in ein Internat in Belgien. Dort begann sie ihre künstlerische Ausbildung als Malerin, während der sie vor allem Landschaften und Blumen-Stillleben malte. Später nahm sie Malunterricht bei Karl Doerbecker in Marburg. Von 1915 bis 1917 studierte sie Malerei bei Lovis Corinth an der Kunstakademie Leipzig.
Nach dem Ersten Weltkrieg ging Kallin-Fischer nach Berlin. Dort schloss sie sich Künstlerkreisen an und lernte den Musiker Marik Kallin, einen russischen Emigranten, kennen. Das Paar heiratete 1920 und zog nach London. 1926 trennte sich das Paar und Grit Kallin-Fischer kehrte nach Deutschland zurück. 1927 schrieb sie sich als Studentin am Bauhaus in Dessau ein. Sie belegte die Grundlehre bei Josef Albers und Malklassen bei Paul Klee sowie Wassily Kandinsky. Kurzzeitig studierte sie in der Metallwerkstatt am Bauhaus unter der Leitung von László Moholy-Nagy. An der Bauhausbühne unter Oskar Schlemmer hatte sie eine produktive Phase. Sie erlernte am Bauhaus auch das Fotografieren. Ihre Fotos heben sich durch Brillanz, eigene Formensprache und künstlerische Qualität von den übrigen am Bauhaus entstandenen Fotografien ab.
1928 oder 1929 verließ sie das Bauhaus und ging mit ihrem späteren zweiten Ehemann, dem amerikanischen Bauhäusler Edward Fischer, nach Berlin. Für die Juni-Ausgabe der Zeitschrift Gebrauchsgraphik wurde 1930 eine fotografische Arbeit für das Cover ausgewählt, auf der ihr Name als moderne typografische Signatur zu finden ist; im Heftinneren finden sich zahlreiche Fotografien mit freien typografischen Experimenten, aber auch moderner Reklame-Fotografie z. B. für Sport- und Badeartikel sowie den E. Rowohlt-Verlag. Ihre Aufnahmen wurden 1931 in New York City in einer Ausstellung zu kommerzieller europäischer Fotografie gezeigt. Grit Kallin-Fischer und Edward Fischer heirateten 1934, nachdem sie 1933 von ihrem ersten Ehemann Marik Kallin geschieden wurde. 1934 übersiedelte das Paar nach New York City.
1937 zog Grit Kallin-Fischer mit ihrem Ehemann in ein Haus in Newton, das Walter Gropius und Marcel Breuer für sie entworfen hatten. Nach dem Zweiten Weltkrieg fotografierte sie nicht mehr, sondern widmete sich der Bildhauerei. 1947 reiste Kallin-Fischer nach Europa, wo sie mit dem Schweizer Bildhauer Hermann Hubacher in Zürich und dem italienischen Bildhauer Marino Marini in Mailand zusammenarbeitete. Nach ihrer Rückkehr in die USA befasste sie sich auch mit grafischer Gestaltung.